# Johan II av Sachsen-Lauenburg
Hertig Johan II av Sachsen-Lauenburg, född omkring 1280, död 22 april 1322, hertig av Sachsen-Lauenburg 1305-1322. Son till hertig Johan I av Sachsen-Lauenburg (1249-1286) och Ingeborg Birgersdotter (Bjälboätten).
Johan gifte sig omkring 1315 med Elisabet av Holstein (omkring 1300-före 1340). Paret fick följande barn:
1. Albrekt II av Sachsen-Lauenburg (1315-1343/1344), hertig av Sachsen-Lauenburg